# Alexander Moyzes
Alexander Moyzes (ur. 4 września 1906 w Kláštorze pod Znievom, zm. 20 listopada 1984 w Bratysławie) – słowacki kompozytor.

## Życiorys
Syn Mikuláša Moyzesa. Początkowo uczył się muzyki w Bratysławie, następnie studiował w konserwatorium w Pradze, najpierw w latach 1925–1928 dyrygenturę u Otakara Ostrčila, kompozycję u Otakara Šína i Rudolfa Karela oraz grę na organach u Bedřicha Wiedermanna, zaś następnie (1929–1930) w klasie mistrzowskiej Vítězslava Nováka. W latach 1929–1941 wykładał kompozycję i teorię muzyki w Akademii Muzyki i Dramatu w Bratysławie. W latach 1937–1948 był kierownikiem sekcji muzycznej radia w Bratysławie. Od 1941 do 1971 roku był profesorem teorii i kontrapunktu w konserwatorium w Bratysławie, w latach 1965–1971 pełnił również funkcję jego rektora.
Otrzymał nagrodę państwową (1956) oraz tytuł artysty narodowego (1966).

## Twórczość
Wczesny okres twórczości Moyzesa przypada na czasy rozkwitu ekspresjonizmu. Jego ówczesne kompozycje cechują się agresywnością i witalizmem. Napisana w tym okresie I Symfonia (1929) jest pierwszą symfonią autorstwa słowackiego kompozytora. W latach 30. XX wieku kompozytor uległ fascynacji rodzimym folklorem, tworząc uproszczone w sferze materiałowej dzieła o charakterze programowym. W późniejszym okresie zwrócił się w kierunku estetyki neoklasycznej. W latach 50., w poszukiwaniu własnego języka dźwiękowego, zaczął łączyć zdobyte wcześniej doświadczenia z nowszymi technikami, przez co jego twórczość w ostatnim okresie nabrała charakteru eklektycznego.

## Ważniejsze dzieła
(na podstawie materiałów źródłowych)

### Utwory orkiestrowe
- 12 symfonii (I 1929, II 1932 zrewid. 1941, III 1942, IV 1939–1947, V 1948, VI 1951, VII 1955, VIII 1968, IX 1971, X 1978, XI 1978, XII 1983)
- Uwertura symfoniczna (1929)
- Concertino (1933)
- Jánošíkovi chlapci (1933)
- uwertura Nikola Šuhaj (1933)
- suita Dolu Váhom (1935, 2. wersja 1945)
- uwertura Februar (1952)
- Tance z Gemera (1956)
- Koncert skrzypcowy (1958)
- Sonatina giocosa na skrzypce, klawesyn i orkiestrę smyczkową (1962)
- Koncert fletowy (1967)
- uwertura Stráž domova (1972)
- Partita (1972)
- suita symfoniczna Vatry na horách (1973)
- Musica istropolitana na orkiestrę smyczkową (1974)
- Hudba pre ženu (1975)
- Jánošik (1976)

### Utwory kameralne
- 4 kwartety smyczkowe (I 1929–1942, II 1969, III 1976, IV 1979)
- Kwintet dęty (1933)
- Poetická suita na skrzypce i fortepian (1940)
- Mała sonata na skrzypce i fortepian (1961)

### Utwory fortepianowe
- Sonata (1927, 2. wersja 1942)
- Divertimento (1930)
- Jazzová sonata na 2 fortepiany (1942)

### Pieśni na głos i fortepian
- Farby na palete (1928)
- Cesta (1930)
- Na jesen (1973)

### Kantaty
- Demontáž (1930), 2. wersja pt. Balladická kantatá na tenora, chór i orkiestrę (1960)
- Svätopluk (1935)
- Znejú piesne na chotari (1948)

### Opera
- Udatný král (1966, wyst. Bratysława 1967)